# Evangelische Kirche (Ronhausen)

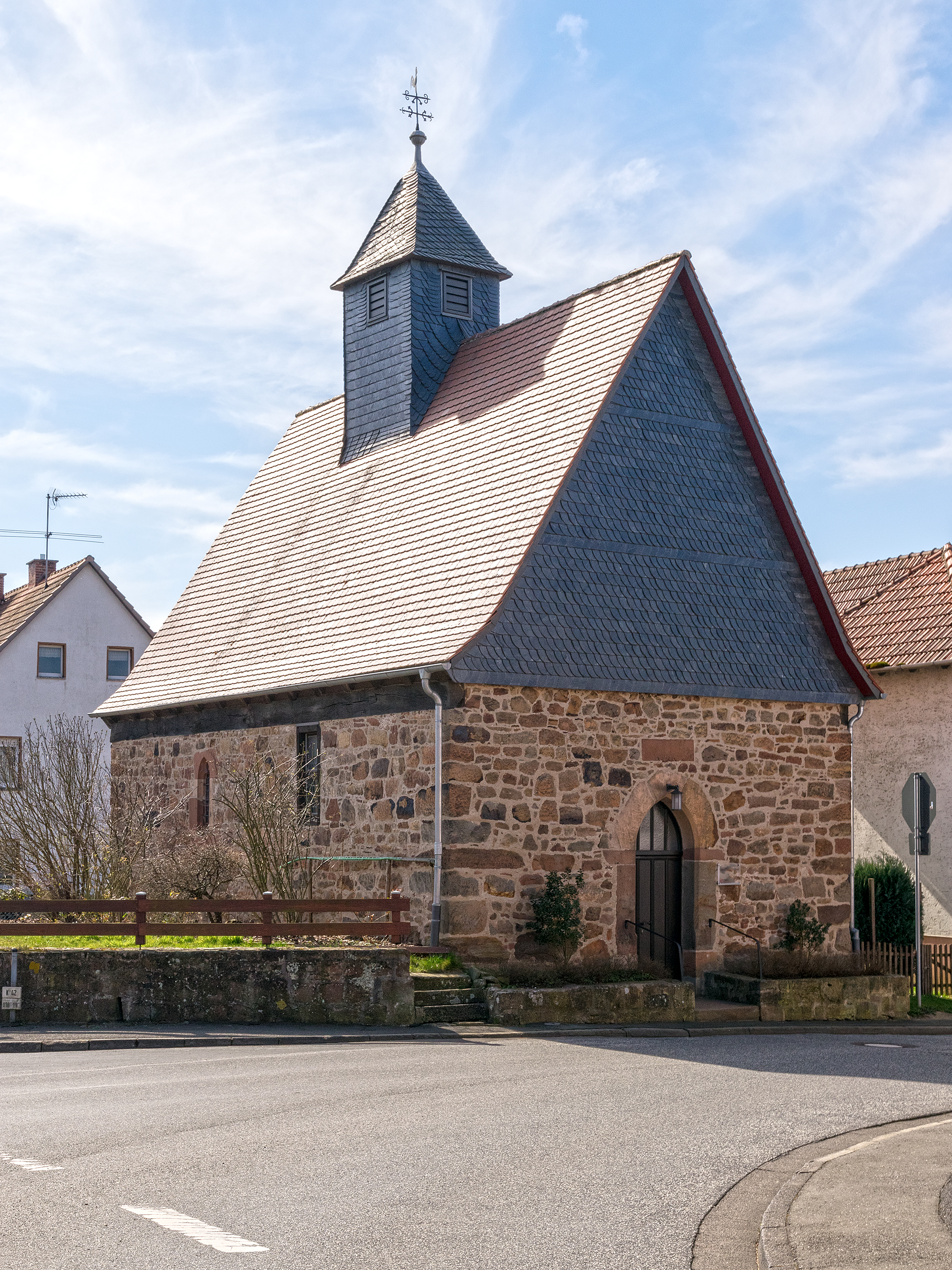
Evangelische Kirche (Ronhausen)

Die evangelische Kirche Ronhausen ist ein denkmalgeschütztes Kirchengebäude, das in Ronhausen steht, einem Stadtteil der Kreisstadt Marburg im Landkreis Marburg-Biedenkopf (Hessen). Die Kirche gehört zur Kirchengemeinde Cappel  im Kirchenkreis Marburg im Sprengel Marburg der Evangelischen Kirche von Kurhessen-Waldeck.

## Beschreibung
Die giebelständige Saalkirche wurde 1509 aus Bruchsteinen erbaut. Aus dem hohen Satteldach des Kirchenschiffs erhebt sich ein quadratischer Dachreiter, der mit einem Pyramidendach bedeckt ist. Hinter den Klangarkaden befindet sich der Glockenstuhl, in dem vier Kirchenglocken hängen. Das Positiv mit vier Registern wurde Ende der 1960er Jahre von der Orgelbau Böttner gebaut.